# Trepak

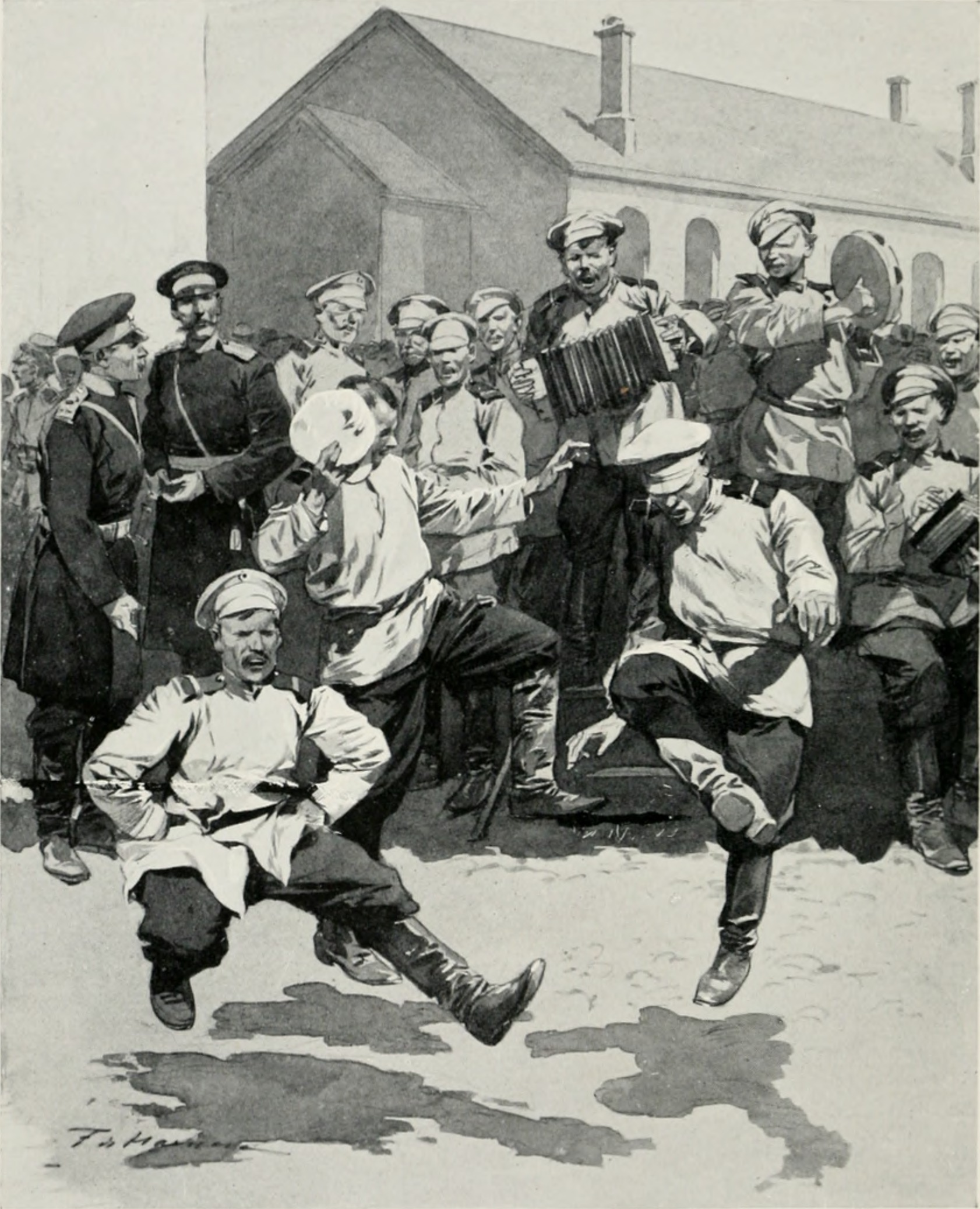
Soldados russos fazendo passos do trepak

O Trepak (em russo:  Трeпак; em ucraniano:  Трoпак) é uma tradicional dança folclórica russa e ucraniana, de origem cossaca.
O Trepak foi uma das danças instrumentais tradicionais tocadas por músicos itinerantes cegos chamados kobzars em suas banduras e kobzas. Foi também uma das danças frequentemente incluídas no repertório de violinistas da aldeia no leste da Ucrânia.

## Características
A dança é um allegro rápido em um compasso de 2/4 em uma chave principal. O acompanhamento é geralmente em dois acordes alternados; dominante e tônico. Possui como características a batida com os pés, passos de agachamento e saltos de equilíbrio. O trepak difere do hopak mais conhecido no uso de coro e também em que o ritmo gradualmente acelera ao longo da dança.

## Na Cultura Popular
- Uma de suas representações mais conhecidas é o Trepak de Pyotr Ilyich Tchaikovsky (também conhecido como a Dança Russa) do balé O Quebra-Nozes.
- A música dançante também foi usada no último movimento de seu Concerto para Violino em D maior, Op. 35. O terceiro de Modestas Canções e Danças da Morte de Modest Mussorgsky é chamado de "Trepak".
- No Brasil, o músico Luiz Gonzaga homenageou esta dança em sua canção Pagode Russo[2].